# Kolarz

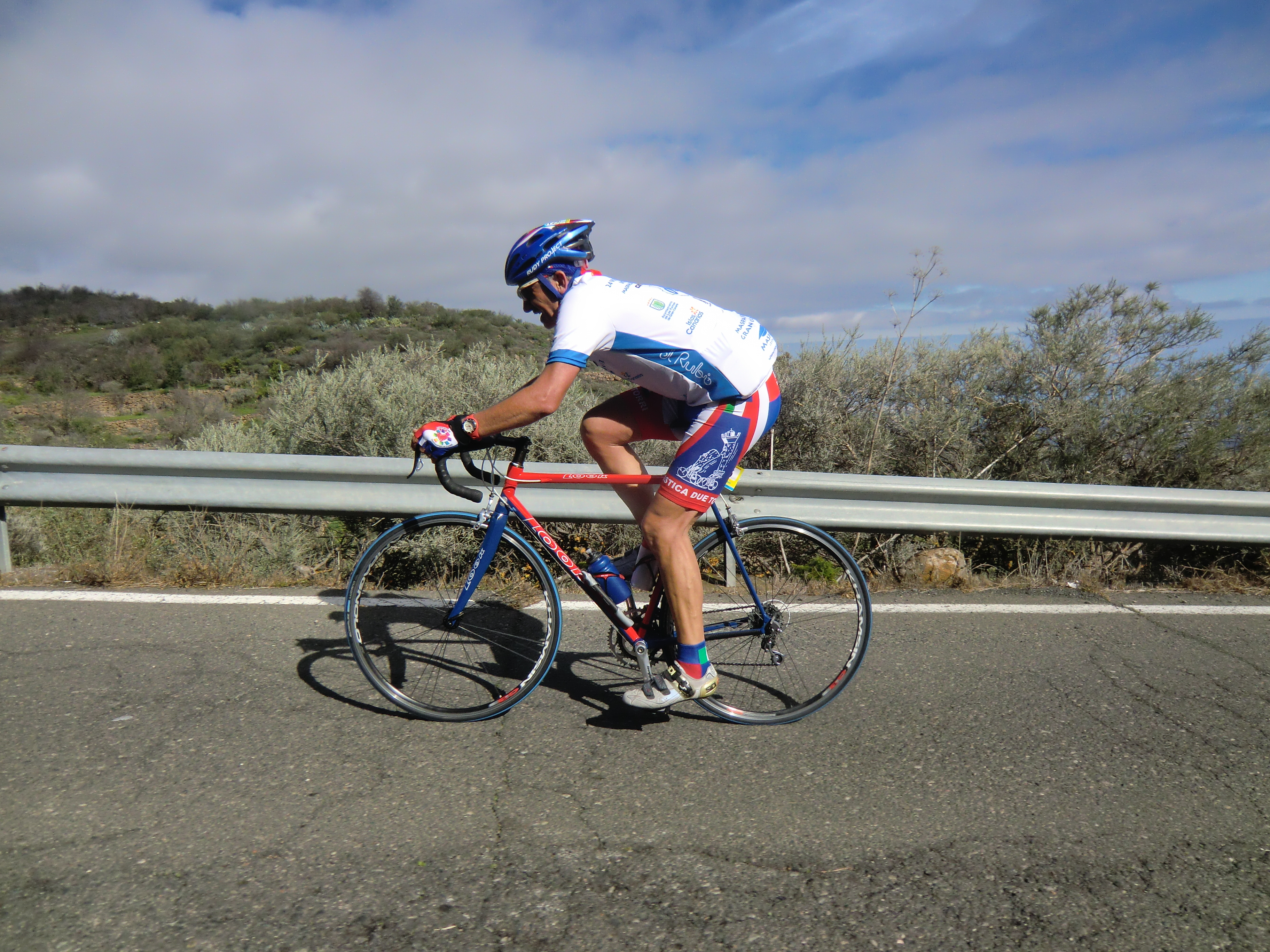
Kolarz szosowy

kolarz — rowerzysta sportowiec, określenie najczęściej używane wobec zawodników sportowych sportów kolarskich;  W obecnych słownikach często definiuje się kolarza jako zawodowego czy też wyczynowego rowerzystę.
W przeciwieństwie do rowerzysty, który oznacza każdą osobę jadącą rowerem, nie jest tak uniwersalnym określeniem, neutralnym znaczeniowo i stylistycznie. Określenie kolarz jest nacechowane i obarczone konotacjami. W przeciwieństwie do rowerzysty nie ma też definicji prawnej.
Słowo kolarz w języku polskim zastąpiło wcześniejsze określenie cyklista;  Witold Doroszewski w Słowniku języka polskiego (1958–1969) pisze o słowie cyklista, że jest coraz bardziej wypierane przez wyraz kolarz, który właśnie zaczyna się upowszechniać. Przez pewien czas słowo kolarz stosowane było prawie wyłącznie do zawodników sportów kolarskich posiadających licencję. 
Kolarz bierze swą nazwę od rzeczownika koło, dawnej potocznej nazwy roweru. Podobnie w słowie cyklista – zapożyczonym z francuskiego – widoczny jest ślad późnołacińskiego rzeczownika cyclus „okrąg”.